# Сестоа
Сестоа, Сестона (баск. Zestoa (офіційна назва), ісп. Cestona) — муніципалітет в Іспанії, у складі автономної спільноти Країна Басків, у провінції Гіпускоа. Населення — 3479 осіб (2009).
Муніципалітет розташований на відстані близько 340 км на північ від Мадрида, 23 км на захід від Сан-Себастьяна.
На території муніципалітету розташовані такі населені пункти: (дані про населення за 2009 рік)
- Айсарна: 281 особа
- Арроа-Гойкоа: 273 особи
- Арроа-Бекоа: 463 особи
- Сестоа: 2203 особи
- Іраета: 185 осіб
- Ендоя: 23 особи
- Ласао: 51 особа

## Демографія
Динаміка населення (INE ):

## Галерея зображень

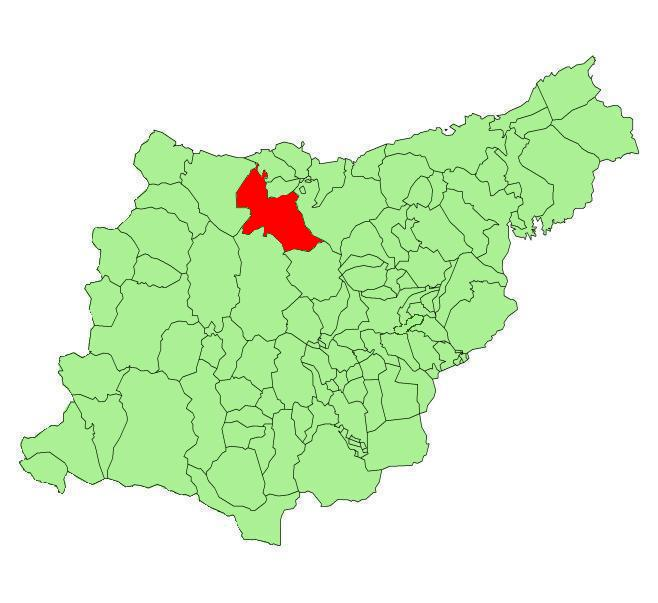
Розташування муніципалітету
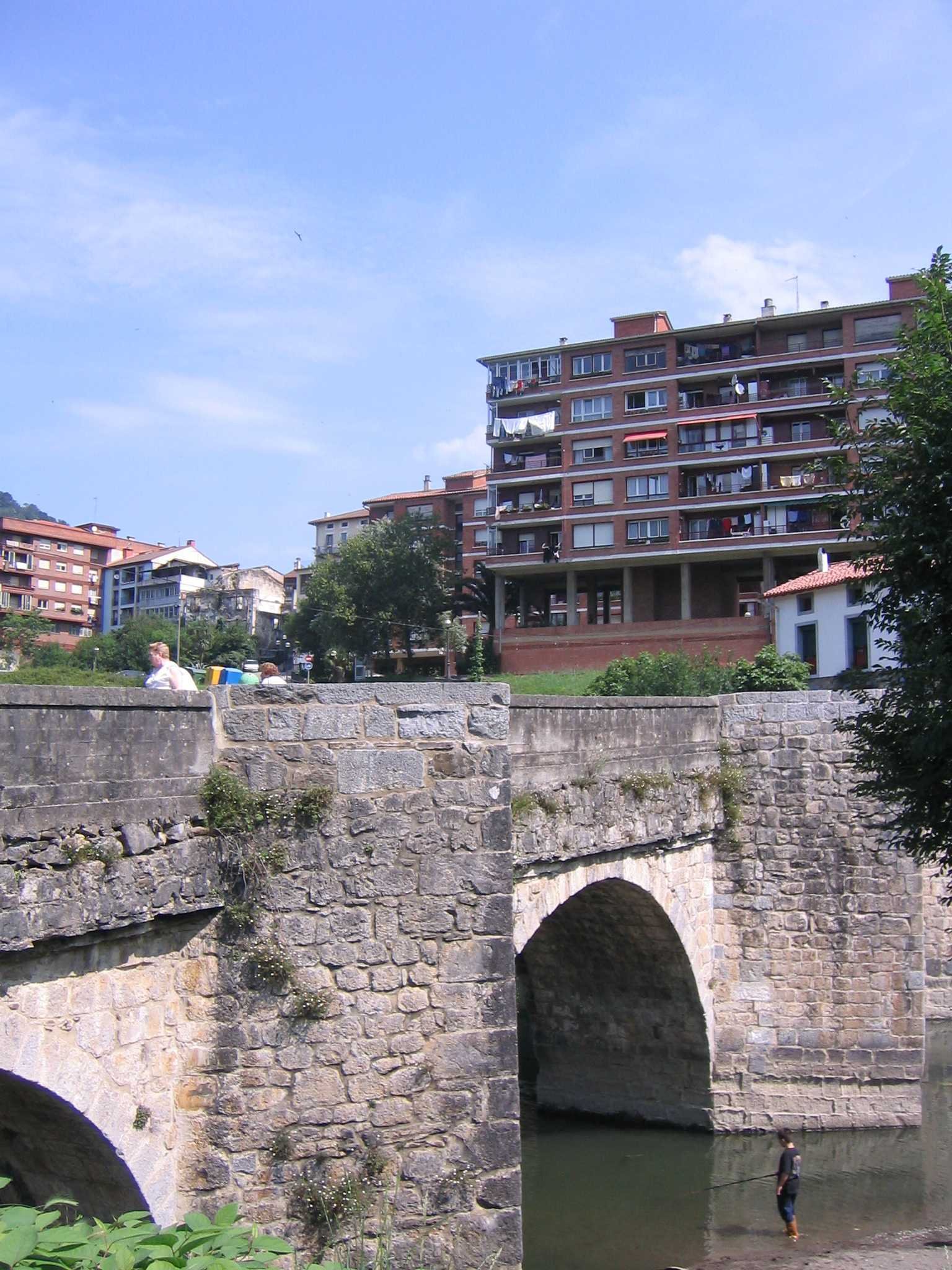
Міст через річку Урола